# Saison 1953-1954 de la LAH
Saison précédente Saison suivante
La saison 1953-1954 de la Ligue américaine de hockey est la 18e saison de la ligue au cours de laquelle six équipes jouent chacune 70 matchs.
Les Barons de Cleveland remportent leur septième coupe Calder, la deuxième consécutive et la troisième en quatre ans.

## Changement de franchise
- Les Flyers de Saint-Louis cessent leurs activités.

## Saison régulière

### Classement
| Clt   | Équipe                | PJ | V  | D  | N | BP  | BC  | Pts |
| ----- | --------------------- | -- | -- | -- | - | --- | --- | --- |
| +001, | Bisons de Buffalo     | 70 | 39 | 24 | 7 | 283 | 217 | 85  |
| +002, | Bears de Hershey      | 70 | 37 | 29 | 4 | 274 | 243 | 78  |
| +003, | Barons de Cleveland   | 70 | 38 | 32 | 0 | 269 | 227 | 76  |
| +004, | Hornets de Pittsburgh | 70 | 34 | 31 | 5 | 250 | 222 | 73  |
| +005, | Reds de Providence    | 70 | 26 | 40 | 4 | 211 | 276 | 56  |
| +006, | Syracuse Warriors     | 70 | 24 | 42 | 4 | 215 | 317 | 52  |
| +007, | Bisons de Buffalo     | 64 | 22 | 39 | 3 | 160 | 236 | 47  |

- En gras : qualifiés pour les séries

### Meilleurs pointeurs
| Joueur          | Équipe                | PJ | B  | A  | Pts | Pun |
| --------------- | --------------------- | -- | -- | -- | --- | --- |
| George Sullivan | Bears de Hershey      | 69 | 30 | 89 | 119 | 54  |
| Jack Gordon     | Barons de Cleveland   | 70 | 31 | 71 | 102 | 20  |
| Don Marshall    | Bisons de Buffalo     | 70 | 39 | 57 | 96  | 8   |
| Gaye Stewart    | Bisons de Buffalo     | 70 | 42 | 53 | 95  | 38  |
| Eddie Olson     | Barons de Cleveland   | 70 | 40 | 54 | 94  | 50  |
| Lorne Ferguson  | Bears de Hershey      | 70 | 45 | 42 | 87  | 34  |
| Danny Lewicki   | Hornets de Pittsburgh | 60 | 36 | 45 | 81  | 19  |
| Arnie Kullman   | Bears de Hershey      | 69 | 40 | 41 | 81  | 35  |
| Dunc Fisher     | Bears de Hershey      | 69 | 41 | 39 | 80  | 24  |
| Ed Slowinski    | Bisons de Buffalo     | 67 | 38 | 41 | 79  | 16  |

## Séries éliminatoires
- Le premier de la saison régulière rencontre le troisième au meilleur des 5 matchs.
- Le deuxième rencontre le quatrième également au meilleur des 5 matchs.
- Les vainqueurs se rencontrent en finale au meilleur des sept matchs[2].

### Tableau
|  | Premier tour | Premier tour |           |   | Finale | Finale |
|  | Premier tour | Premier tour |           |   | Finale | Finale |
|  |              |              |           |   |        |        |
|  |              |              |           |   |        |        |
|  |              |              |           |   |        |        |
|  | Buffalo      | 0            |           |   |        |        |
|  | Buffalo      | 0            |           |   |        |        |
|  | Cleveland    | 3            |           |   |        |        |
|  | Cleveland    | 3            | Cleveland | 4 |        |        |
|  |              |              | Cleveland | 4 |        |        |
|  |              | Hershey      | 2         |   |        |        |
|  | Hershey      | Hershey      | 2         | 3 |        |        |
|  | Hershey      |              |           | 3 |        |        |
|  | Pittsburgh   | 2            |           |   |        |        |
|  | Pittsburgh   | 2            |           |   |        |        |

## Trophées

### Trophées collectifs
| Coupe Calder : Vainqueurs des séries                           | Barons de Cleveland |
| Trophée F.-G.-« Teddy »-Oke : Champions de la saison régulière | Bisons de Buffalo   |

### Trophées individuels
| Trophée Les-Cunningham : Meilleur joueur de la saison                                 | George Sullivan (Bears de Hershey) |
| Trophée Carl-Liscombe : Meilleur pointeur                                             | George Sullivan (Bears de Hershey) |
| Trophée Dudley-« Red »-Garrett : Meilleure recrue                                     | Don Marshall (Bisons de Buffalo)   |
| Trophée Harry-« Hap »-Holmes : Gardien ayant la plus petite moyenne de buts encaissés | Gil Mayer (Hornets de Pittsburgh)  |